# S-메틸시스테인
S-메틸시스테인(영어: S-methylcysteine)은 화학식이 CH3SCH2CH(NH2)CO2H인 아미노산이다. S-메틸시스테인은 시스테인의 S-메틸화 유도체이다. 이 아미노산은 많은 식용 채소를 포함한 식물에서 널리 생성된다.

## 생합성
S-메틸시스테인은 유전적으로 암호화되어 있지 않지만 시스테인의 번역 후 메틸화에 의해 생성된다. 한 가지 경로는 아연-시스테인산염 함유 복구 효소에 의해 알킬화된 DNA로부터 메틸기 전이를 포함한다.
생물학적 맥락을 넘어 킬레이트제로도 조사되었다.

## 같이 보기
- 시스테인